# Tomnice
Tomnice – wieś w Polsce położona we wschodniej części województwa wielkopolskiego w powiecie krotoszyńskim, w gminie Krotoszyn. Przez Tomnice przebiega droga powiatowa relacji Krotoszyn- Baszyny (oraz do Janków Zaleśny). Do Tomnic linia kolejowa nr.14 wplata się na około 200 metrów po czym przekracza granicę z Gorzupią bądź Durzynem (w zależności od której strony się jedzie).
Tomnice graniczą z: 
- Durzyn (od zachodu)
- Kobierno (od północy)
- Różopole*
- Jasne Pole (od wschodu)
- Gorzupia (od południa)
*wg mapy geoportal Tomnice nie graniczą z Różopolem, natomiast lokalni mieszkańcy uznają że graniczą ze sobą.
W okresie Wielkiego Księstwa Poznańskiego (1815-1848) miejscowość należała do wsi większych w ówczesnym pruskim powiecie Krotoszyn w rejencji poznańskiej. Tomnice należały do okręgu krotoszyńskiego tego powiatu i stanowiły część majątku Kobierna, którego właścicielem był wówczas książę Thurn und Taxis. Według spisu urzędowego z 1837 roku wieś liczyła 211 mieszkańców, którzy zamieszkiwali 24 dymy (domostwa).
Przez wieś przepływa Czarna Woda.
W latach 1975–1998 miejscowość administracyjnie należała do województwa kaliskiego.